# Leo Belmonte
Leo Abraham Belmonte, född 1875 i Stockholm, död 1956 i Paris, var en svensk-ungersk-fransk målare och gobelängvävare.
Han var son till bankiren Isak Belmonte. Han studerade konst vid Académie Julian i Paris 1892. Där träffade han den kanadensiska-engelska konstnären Percyval Tudor-Hart som kom att bli en av hans bästa vänner. Belmonte etablerade sig på kort tid efter studierna som en  framgångsrik i porträttmålare. På inrådan av Sándor Nagy, började han studera vävning och gobelängtillverkning och utförde gobelänger efter Nagys ritningar. Han medverkade med textiler och målningar vid Världsutställningen i Saint Louis 1904 där han fick flera hedersomnämnanden. När konstnärskolonin Gödöllõ bildades flyttade han till Ungern där han byggde upp en vävstuga, han kom senare att bli en av cheferna vid Nationella tapetfabriken i Ungern. Under sin period vid Gödöllõ arbetade han även som lärare i vävning och restaurering av textilgobelänger. Vid Milan International Exhibition i Milano 1906 kom en stor framgång för hela Gödöllõkolonin och Belmonte fick guldmedaljer för två av sina verk. Han lämnade konstnärskolonin 1914 och flyttade åter till Frankrike där han mellan sina skapande perioder var mycket inaktiv. Han medverkade med ett självporträtt i Allmänna konst- och industriutställningen i Stockholm 1897 och i en utställning arrangerad av Svenska konstnärernas förening 1898. Belmonte är representerad vid museum i Ungern, Frankrike och via konstnären Isa Hellström som överlämnade en landskapsmålning som gåva av Leo Belmonte till Önningebymuseet på Åland. 